# Glandage
Glandage är en kommun i departementet Drôme i regionen Auvergne-Rhône-Alpes i sydöstra Frankrike. Kommunen ligger i kantonen Châtillon-en-Diois som tillhör arrondissementet Die. År 2022 hade Glandage 115 invånare.

## Befolkningsutveckling
Antalet invånare i kommunen Glandage
Referens:INSEE